# آلة الوصول العشوائي الفعلية
في علم الحوسبة، وعلى وجه التحديد في الهندسة الرياضية الحاسوبية (computational geometry)، آلة الوصول العشوائي الفعلية (Real RAM) (آلة الوصول العشوائي) هي آلة حوسبة تقوم بتنفيذ قيم أعداد حقيقية في المفهوم الرياضي (أي ككيانات رياضية مستمرة وليست مُتقطعة) بخلاف تنفيذ الحوسبة النمطي (مثل آي أي أي أي 754 (IEEE 754)). ولعدم الخلط بينها وبين ذاكرة الوصول العشوائي (RAM) ، تتكون آلة الوصول العشوائي الفعلية من ذاكرة وصول عشوائي ونظام النقطة العائمة الحسابي floating point arithmetic. حيث قام براتكا (Brattka) وهيرتلنج (Hertling) بوصف تنفيذ نظري قائم على آلة تورنغ Turing machine.

## وصلات خارجية
- Feasible Real Random Access Machines References
- Geometric Computing The Science of Making Geometric Algorithms Work